# In a Perfect World…
Az In a Perfect World… Keri Hilson amerikai énekesnő első stúdióalbuma. 2009. március 24-én jelent meg a Mosley és a Zone 4 lemezcég gondozásában.

## Kislemezek
Összesen hét kislemezt adtak ki az albumról, több-kevesebb sikerrel. A leginkább említésre méltó maxi a Knock You Down című felvétel, amelyen Ne-Yo, valamint Kanye West működött közre, az Egyesült Államokban egészen a harmadik helyig jutott a Billboard Hot 100 listáján, és kétszeres platinalemez lett.
Az I Like című dal a 2009-ben megjelent német mozifilm a Zweiohrküken betétdala lett. Ennek köszönhetően Németországban listavezető, míg Ausztriában, és Svájcban top 10-es szám lett. A dalt egyébként a magyar rádiók is játszották, így 23. helyen fel került a Mahasz Editor's Choice listájára.

## Háttér
Egy interjú kérdésre válaszolva Hilson bővebben kifejtette az album címét: 
Bizonyos formában azt próbáltam közölni, hogy senki és semmi sem tökéletes. Az életben senki sem úszhat meg bizonyos megpróbáltatásokat, illetve szerelmi csalódásokat. Nagyon fontos volt számomra, hogy olyan számokat írjak, amelyek valós szituációkra alapulnak, és amelyekkel a mai kor női tudnak azonosulni. Semmikép sem akartam olyan albumot írni amelyben tökéletesnek látszom, mert teljesen mindegy minek látszik, a lényeg az, hogy senki sem tökéletes. Ezért van "pont pont pont" a gondolat végen, mert az állítás maga befejezetlen, vagyis tökéletlen.

## Eladás
Az In a Perfect World… album a Billboard 200-as albumok listáján a negyedik, a Billboard R&B charton pedig első helyen nyitott, az első héten összesen 94 000 db lemez került eladásra. Napjainkig csak az Egyesült Államokban több mint 500 000 példányt értékesítettek a lemezből, ezzel RIAA arany minősítést szerezve.

## Az album dalai
|     | Cím                                                    | Szerző(k)                                                                          | Producer(ek)                               | Hossz |
| --- | ------------------------------------------------------ | ---------------------------------------------------------------------------------- | ------------------------------------------ | ----- |
| 1.  | Intro                                                  |                                                                                    |                                            | 1:30  |
| 2.  | Turning Me On (featuring Lil Wayne)                    | Jamal Jones, Keri Hilson, Zak Wallace, Dwayne Carter                               | Polow da Don, Danja                        | 4:08  |
| 3.  | "Get Your Money Up" (featuring Keyshia Cole and Trina) | Jones, Hilson, Earl Hayes                                                          | Polow da Don, Danja                        | 3:16  |
| 4.  | "Return the Favor" (featuring Timbaland)               | Tim Mosley, Hilson, Ezekiel Lewis, Balewa Muhammad, Patrick Smith, Candice Nelson  | Timbaland                                  | 5:29  |
| 5.  | "Knock You Down" (featuring Ne-Yo and Kanye West)      | Nate Hills, Hilson, Kevin Cossom, Shaffer Smith, Marcella Araica, West             | Danja                                      | 5:26  |
| 6.  | "Slow Dance"                                           | Hilson, Justin Timberlake, Jim Beanz, Jerome Harmon, King Logan, Johnkenum Spivery | King Soloman Logan, Johnkenun Dean Spivery | 4:22  |
| 7.  | "Make Love"                                            | Jones, Ester Dean, Jason Perry                                                     | Polow da Don, Jason Perry                  | 5:22  |
| 8.  | "Intuition"                                            | Mosley, Hilson                                                                     | Timbaland, Danja                           | 4:11  |
| 9.  | "How Does It Feel"                                     | Mosley, Hilson, Beanz                                                              | Timbaland, Danja                           | 3:58  |
| 10. | "Alienated"                                            | Hilson, Timothy Clayton, Cory Bold                                                 | Cory Bold, Danja                           | 4:34  |
| 11. | "Tell Him the Truth"                                   | Hills, Hilson, Araica                                                              | Danja                                      | 4:48  |
| 12. | "Change Me" (featuring Akon)                           | Jones, Dean, Matt Goss, Perry                                                      | Polow da Don                               | 4:54  |
| 13. | "Energy"                                               | Louis Biancaniello, Rico Love, Sam Watters, Wayne Wilkins                          | The Runaways                               | 3:30  |
| 14. | "Where Did He Go"                                      | Mosley, Hills, Hilson                                                              | Timbaland, Danja                           | 4:57  |

| 11. | "The Way I Are" | Hilson, Lewis, Muhammad, Nelson, Mosley, Hills, Maultsby                   | Timbaland, Danja          | 2:59 |
| 12. | "Scream"        | Hilson, Mosley, Hills                                                      | Timbaland, Danja          | 5:29 |
| 13. | "Do It"         | Durrell Babbs, Joseph A Bereal Jr., Luke Boyd, Roy Hamilton, Anthony Jones | Tank, Roy Hamilton        | 4:17 |
| 14. | "I Like"        | David Jost, Robin Grubert                                                  | David Jost, Robin Grubert | 3:36 |

## Slágerlistás helyezések
| Slágerlista (2011)                 | Legjobb helyezés |
| ---------------------------------- | ---------------- |
| Ausztrál ARIA R&b albumslágerlista | 23               |
| Brit albumslágerlista              | 22               |
| Kanadai albumslágerlista           | 13               |
| Svájci albumslágerlista            | 65               |
| Ír albumslágerlista                | 35               |
| USA Billboard 200                  | 4                |
| USA Billboard R&b                  | 1                |

## Fordítás
Ez a szócikk részben vagy egészben  az   In a Perfect World... című angol Wikipédia-szócikk fordításán alapul.  Az eredeti cikk szerkesztőit annak laptörténete sorolja fel. Ez a jelzés csupán a megfogalmazás eredetét és a szerzői jogokat jelzi, nem szolgál a cikkben szereplő információk forrásmegjelöléseként.